# Francis Guezennec
Pour les articles homonymes, voir Guezennec.
Francis Guézennec (1er novembre 1924 à Saint-Malo - 18 mars 2006 à Lesneven) est un Breton vétéran des commandos Kieffer.

## Biographie
En 1943, il rejoint à 17 ans les Forces françaises libres en Angleterre. Il intègre le commando Kieffer, groupe d'élite qui débarque le 6 juin 1944 à Colleville-Montgomery et avec lequel il participe à la libération du casino de la ville de Ouistreham occupé par les Allemands. Après la guerre, cet homme discret a effectué toute sa carrière d'ingénieur à EDF. Il s'est éteint le 18 mars 2006 à Lesneven à l'âge de 81 ans. 
Il a été fait chevalier de la Légion d'honneur par le président Chirac en présence de la reine Élisabeth II, du président George W. Bush et de nombreux autres chefs d'État pendant les commémorations du 60e anniversaire du débarque en Normandie.